# Montes Rook
Els Montes Rook són una serralada amb forma d'anell situada a través del limbe occidental de la Lluna, creuant-lo cap a la cara oculta. Cenyeix completament a la Mare Orientale, i forma part d'una conca d'impacte massiva. Aquesta successió de muntanyes està envoltada al seu torn per una segona cadena muntanyenca anul·lar (concèntrica i de major diàmetre): els Montes Cordillera, separats dels Montes Rook per una abrupta plana també amb forma d'anell.
Els Montes Rook són de fet així mateix una formació de doble anell, de vegades dividit com Rook exterior i Rook interior. Les seccions de pas entre aquests dos subsistemes contenen valls llargues emplenades "in situ" amb lava basàltica, formant petits maria. Un d'ells, situat en la part nord-oriental de la serralada es denomina Lacus Veris.
Les coordenades selenogràfiques del centre de l'anell són 20.6° S, 82.5° W; i el seu diàmetre és de 682 km. La serralada deu el seu nom a l'astrònom britànic Lawrence Rooke. Donada la seva ubicació, la serralada pot ser vista des de la Terra, encara que sense massa detall. Així i tot, una vista parcial de la serralada pot obtenir-se projectant sobre la superfície d'un globus blanc una imatge presa des de la Terra. Així és com  William K. Hartmann i Gerard Kuiper van descobrir la forma d'anell de les Muntanyes Rook al començament de la dècada de 1960.
Nombrosos cràters amb nom es troben embeguts dins de les Muntanyes Rook. Prop de la vora exterior sud-oest apareixen els cràters Nicholson i Pettit. Kopff es localitza en la vora interior oriental, i Maunder en el costat nord interior. Els cràters més petits inclouen a Lallemand al nord-est, Shuleykin al sud, i Fryxell en l'oest. Fora de la vista des de la Terra, fins i tot durant libracions favorables, es troben els cràters Lowell al nord-oest, i Golitsyn a l'oest-sud-oest.